# Jerzy Chromik
Jerzy Chromik (15. června 1931 Mysłowice – 20. října 1987 Katovice) byl polský atlet, specializující se na běh na 3000 metrů překážek. V roce 1958 se na této trati stal mistrem Evropy.

## Sportovní kariéra
V běhu na 3000 metrů překážek vytvořil třikrát světový rekord (nejlépe 8:32,0 v roce 1958). Ve stejném roce se v této disciplíně stal mistrem Evropy. Celkem jedenáctkrát zvítězil na domácím šampionátu. Startoval i na dvou olympiádách – v roce 1956 i 1960 však na stupně vítězů nevystoupil.